# باغ‌وحش نووسیبیرسک
باغ‌وحش نووسیبیرسک به نام روستیسلاو الکساندرویچ شیلو (روسی: Новосибирский зоопарк имени Ростислава Александровича Шило، ت. «Novosibirsky zoopark imeni Rostislava Aleksandrovicha Shilo») یک مؤسسه علمی و همچنین یک جاذبه گردشگری است. این باغ وحش حدود ۱۱۰۰۰ حیوان از ۷۳۸ گونه دارد و در سی و دو برنامه مختلف پرورش در اسارت برای گونه‌های در معرض خطر انقراض مشارکت فعال دارد. به‌طور متوسط، سالانه بیش از ۱۵۰۰۰۰۰ نفر از باغ وحش بازدید می‌کنند.

## تاریخچه
تاریخچه باغ وحش نووسیبیرسک با یک باغ وحش کوچک به سرپرستی ماکسیم زورف آغاز شد که بخشی از ایستگاه فنی و کشاورزی کودکان سرزمین سیبری غربی بود که در سال ۱۹۳۳ تأسیس شد.
در سال ۱۹۳۷، طرح کلی توسعه نووسیبیرسک تصویب شد. این طرح شامل ایجاد یک باغ وحش بود. ساخت و ساز به دلیل جنگ جهانی دوم متوقف شد. تنها در ۲۹ اوت ۱۹۴۸، باغ وحش نووسیبیرسک رسماً تأسیس شد. این باغ وحش در خیابان گوگول واقع شده بود.
فرمان شورای وزیران جمهوری فدراتیو سوسیالیستی روسیه شوروی شماره ۱۵۴۸ مورخ ۱۵ سپتامبر ۱۹۵۹ به مقامات محلی نووسیبیرسک دستور داد تا باغ‌وحش را به مکان جدید منتقل کنند، زیرا منابع محل قدیمی برای توسعه به پایان رسیده بود. اما ساخت باغ‌وحش جدید تنها در سال ۱۹۷۹ به دلیل مشکلات در انتخاب مکان جدید در شهری که به سرعت در حال رشد بود، آغاز شد.
مدیر باغ‌وحش از سال ۱۹۷۲ (از سال ۱۹۶۹ - به عنوان مدیر موقت) تا زمان مرگش در سال ۲۰۱۶، روستیسلاو شیلو بود. مهم‌ترین سهم او در توسعه باغ‌وحش نووسیبیرسک، جابجایی به منطقه جدید در منطقه زایلتسوکی بود. این فرایند که در سال ۱۹۷۹ آغاز شد، مدت زیادی طول کشید و با مشکلات سازمانی و مالی زیادی، به ویژه در اواخر دهه ۱۹۸۰ و اوایل دهه ۱۹۹۰، مواجه شد. باغ‌وحش جدید در سال ۱۹۹۳ درهای خود را به روی بازدیدکنندگان گشود، اما جابجایی نهایی در سال ۲۰۰۵ تکمیل شد. باغ‌وحش جدید بلافاصله به مکانی دوست‌داشتنی برای تعطیلات ساکنان و بازدیدکنندگان نووسیبیرسک تبدیل شد. همزمان با جابجایی، باغ‌وحش در حال انجام تحقیقات علمی گسترده برای کشت و حفظ گونه‌های نادر جانوری بود.
در سال ۲۰۰۰، مشخص شد که این باغ‌وحش میزبان شیرهای یال سیاهی است که به نظر می‌رسد نزدیکترین خویشاوندان بازمانده از شیر منقرض‌شدهٔ کیپ آفریقای جنوبی باشند. جان اسپنس، مدیر باغ‌وحش آفریقای جنوبی، همیشه مجذوب داستان‌های این شیرهای بزرگ بود که در قرن هفدهم از دیوارهای قلعهٔ ژنرال ون ریبیک بالا می‌رفتند. او معتقد بود که ممکن است برخی از شیرهای کیپ به اروپا برده شده و با شیرهای دیگر آمیخته شده باشند. جستجوی او سی سال طول کشید که او را به باغ‌وحش نووسیبیرسک رساند، جایی که او نزدیکترین شباهت زنده به شیر کیپ را یافت؛ این باغ‌وحش شیری به نام سیمون را نام برد. این شیر و خانواده‌اش در فضای باز و در محیط‌های طبیعی بزرگ نگهداری می‌شوند. «این شیر در تمام طول سال در شرایط آب و هوایی غرب سیبری در دمای −۴۹ تا ۳۶ درجه سلسیوس [−۵۶ تا ۹۷ درجه فارنهایت] نگهداری می‌شود.». در چهل سال، بیش از شصت توله شیر به دنیا آمدند. باغ وحش نووسیبیرسک توانست دو توله شیر را برای جفت‌گیری به باغ وحش اسپنس در آفریقای جنوبی بفرستد. توله‌های سیمون به نام مدیر باغ وحش، روستیسلاو شیلو، و همسرش، اولگا، نامگذاری شدند.
در ۱ ژوئیه ۲۰۱۶، باغ‌وحش نووسیبیرسک به نام روستیسلاو شیلو، که در ۲۶ آوریل ۲۰۱۶ درگذشت، نامگذاری شد
از سال ۲۰۱۶، مرکز اقیانوس‌شناسی و زیست‌شناسی دریایی «دلفینیا» بخشی از باغ‌وحش شده است.

## نگارخانه

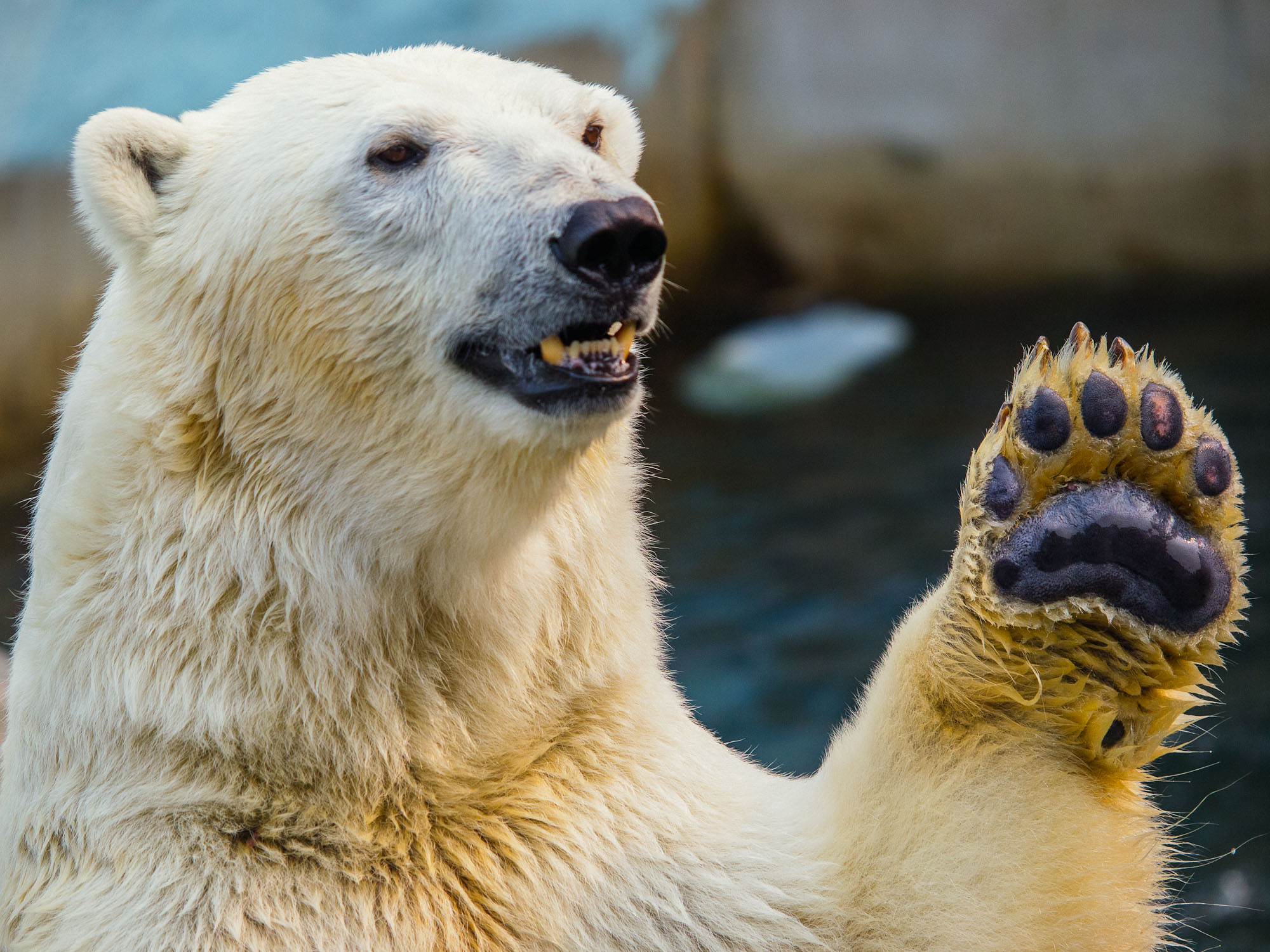
خرس قطبی
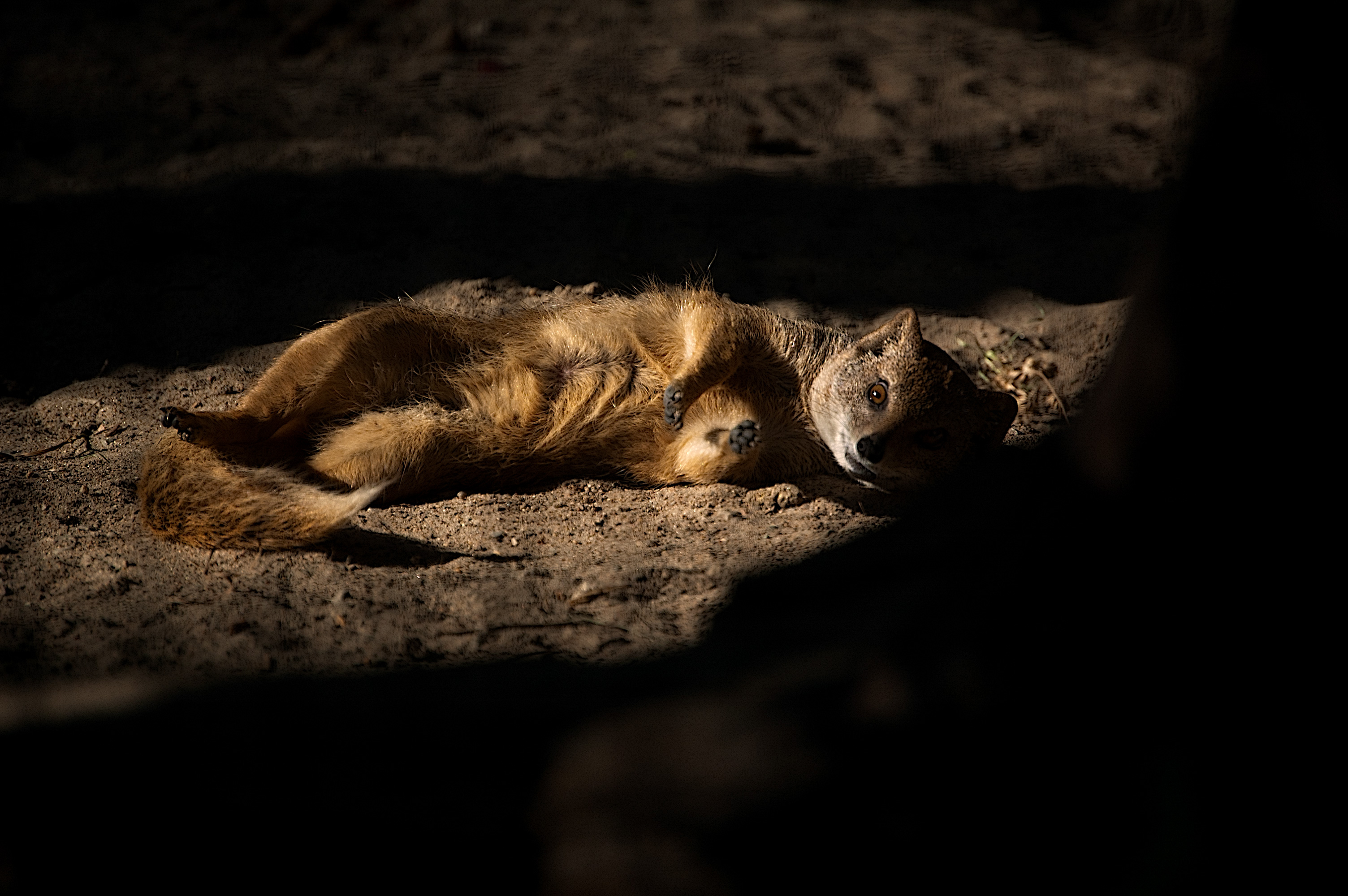
خدنگ زرد
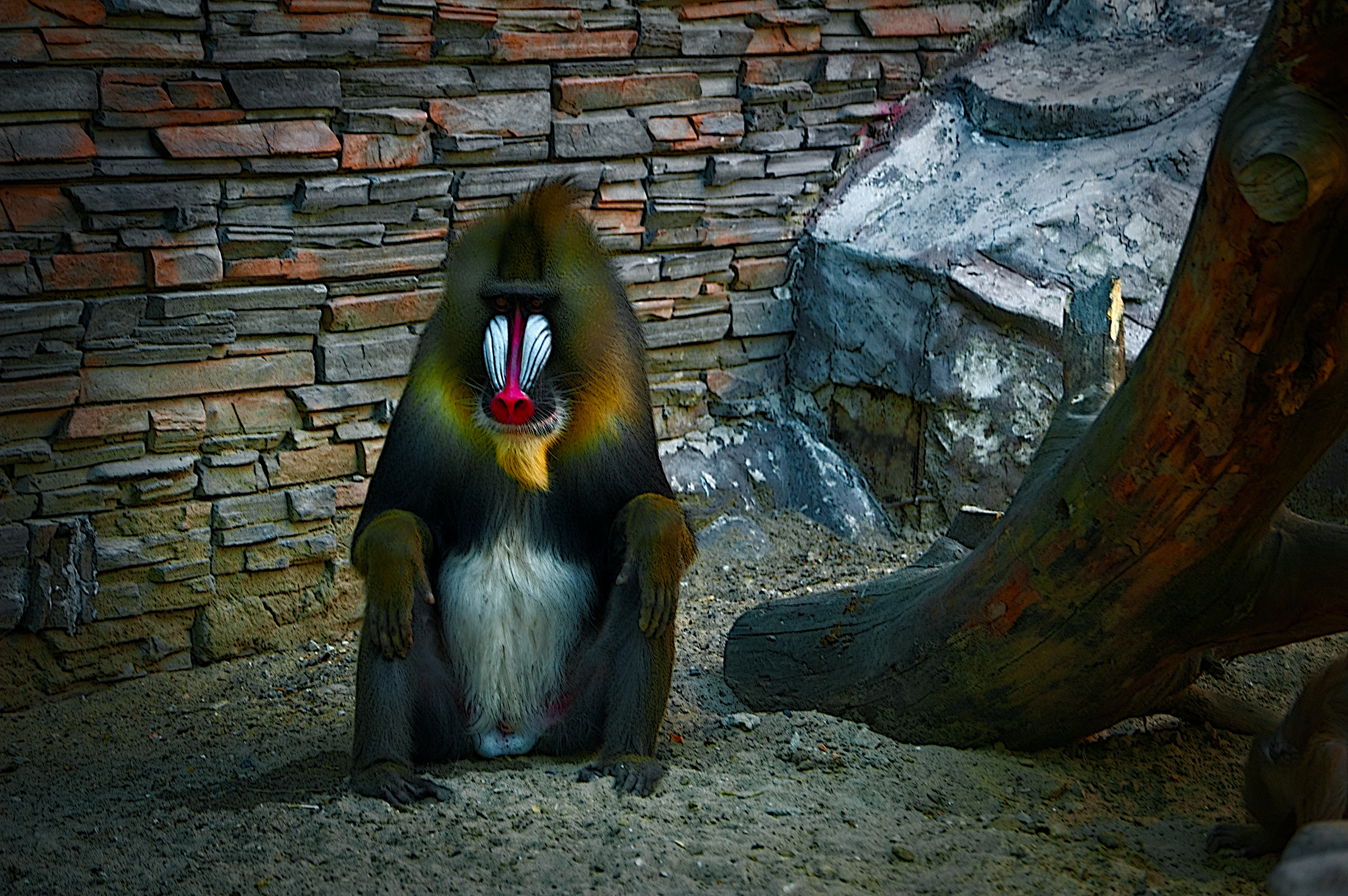
مندریل
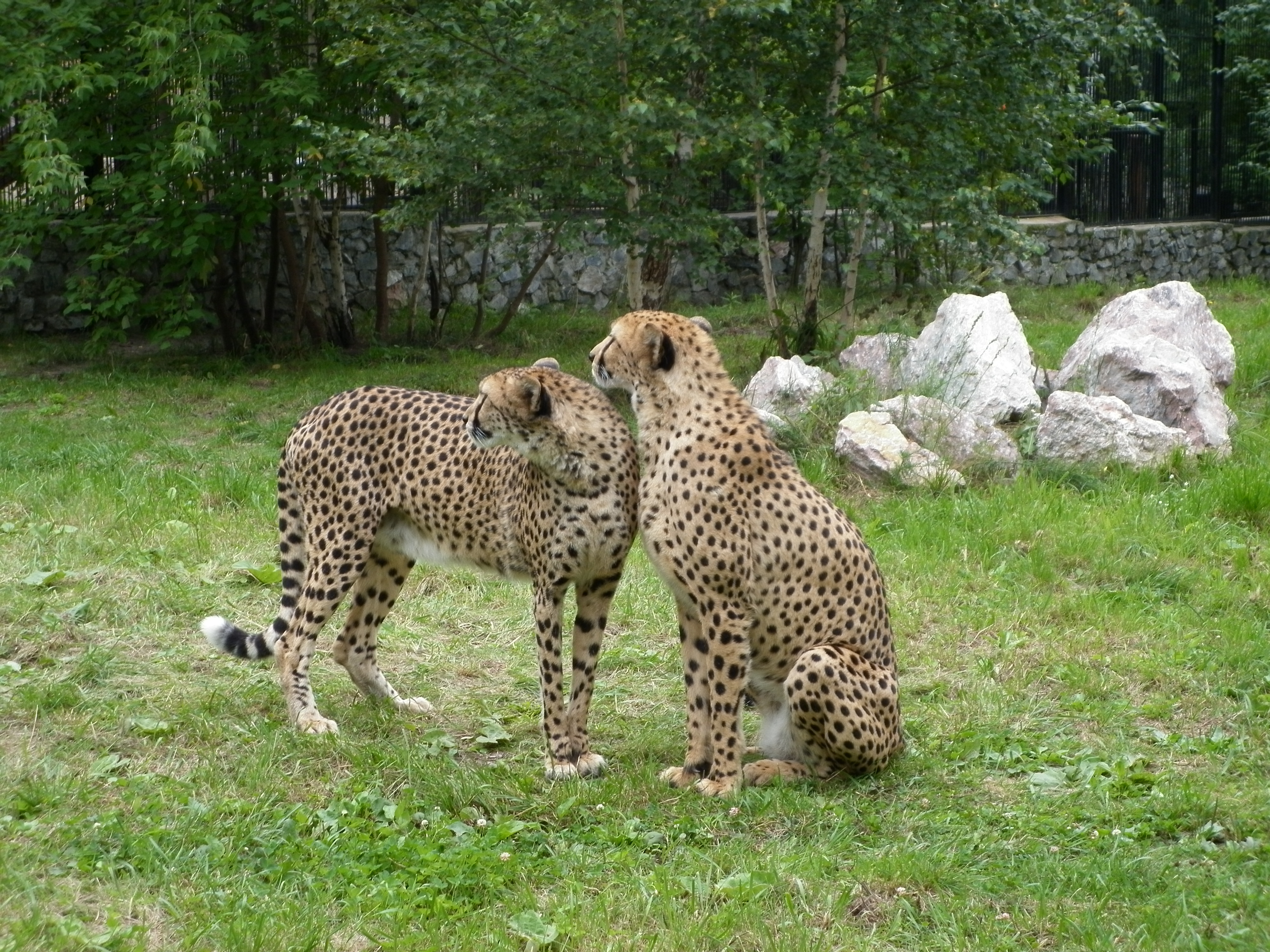
یوزپلنگ‌ها
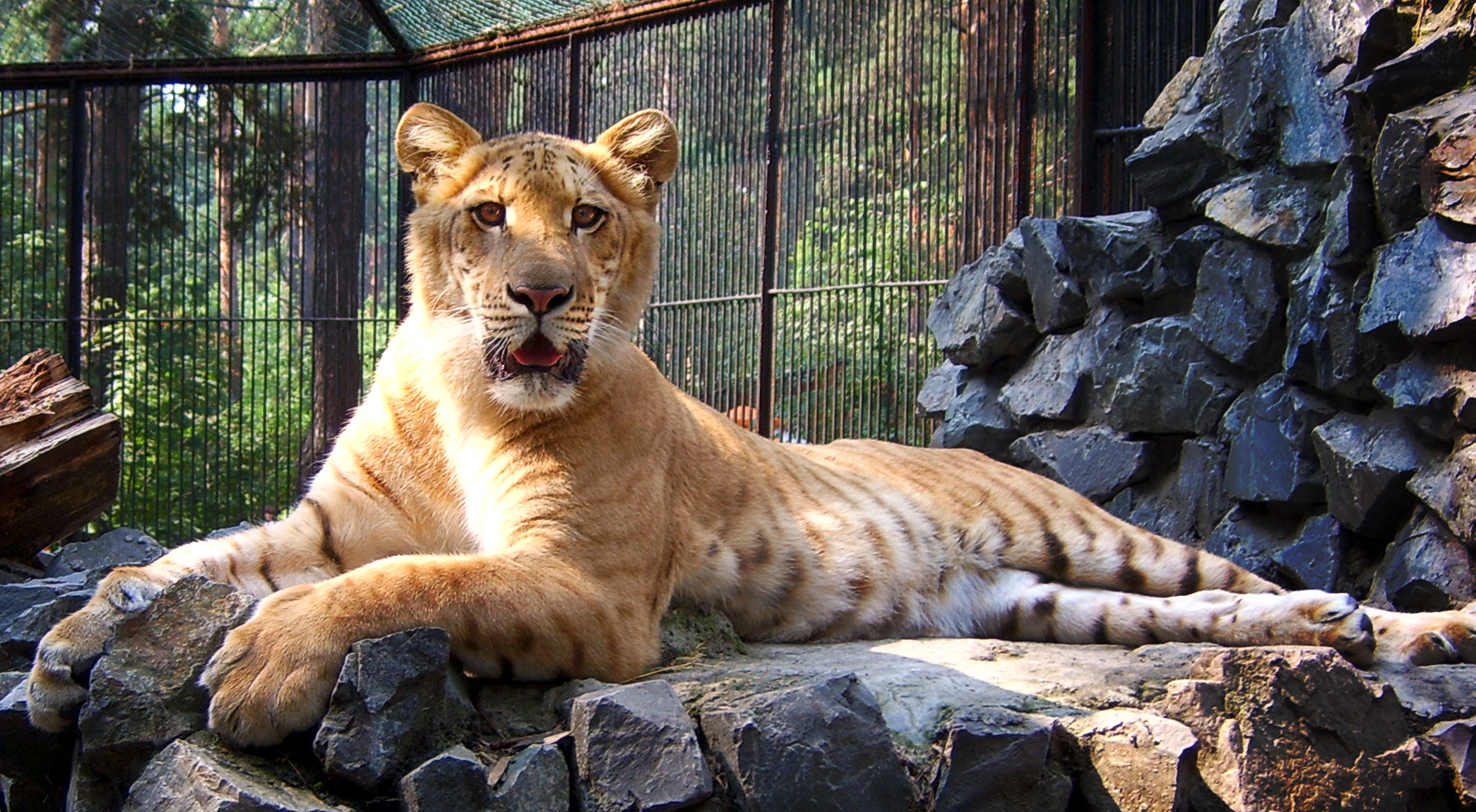
لایگر
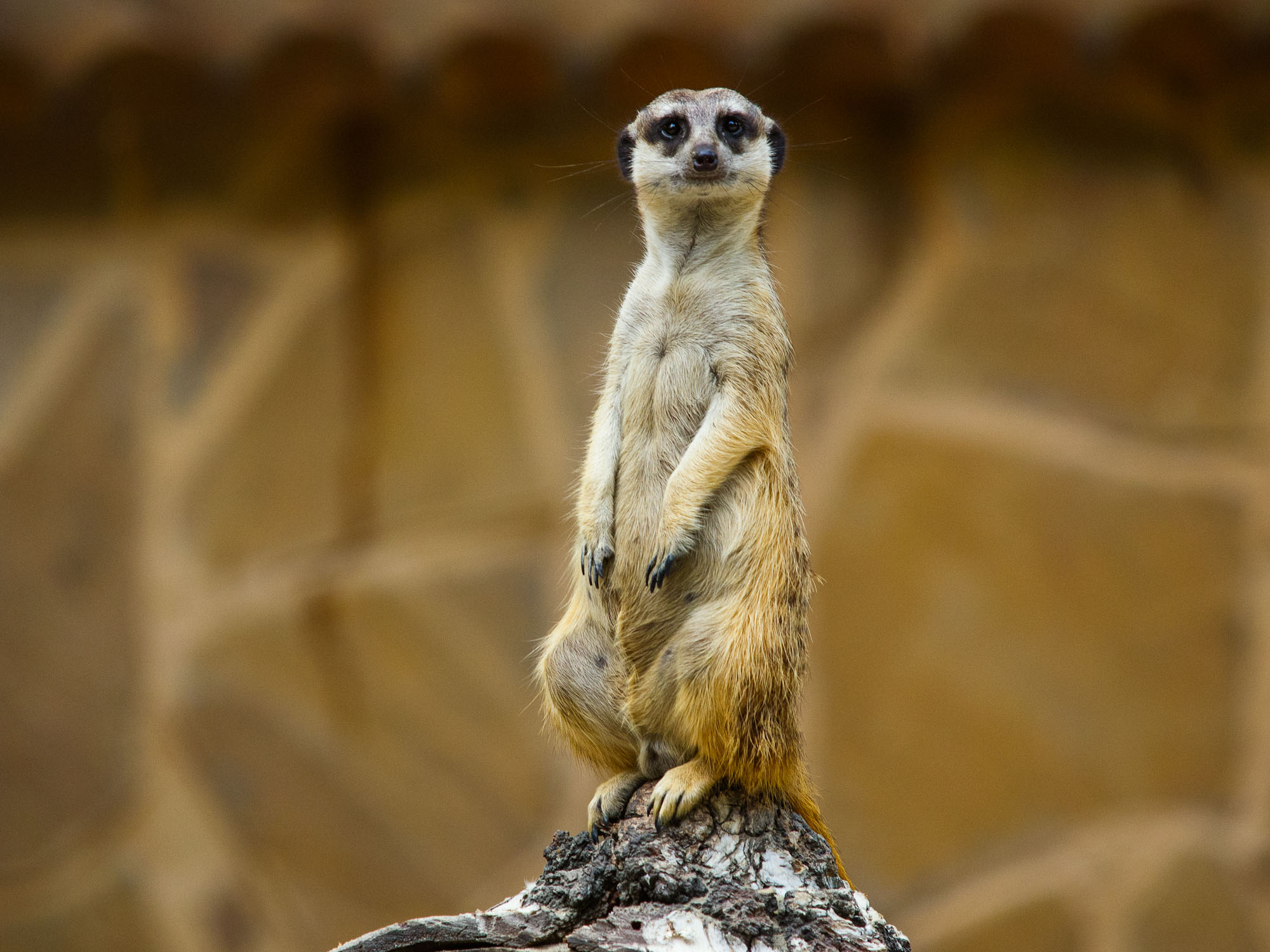
میرکت
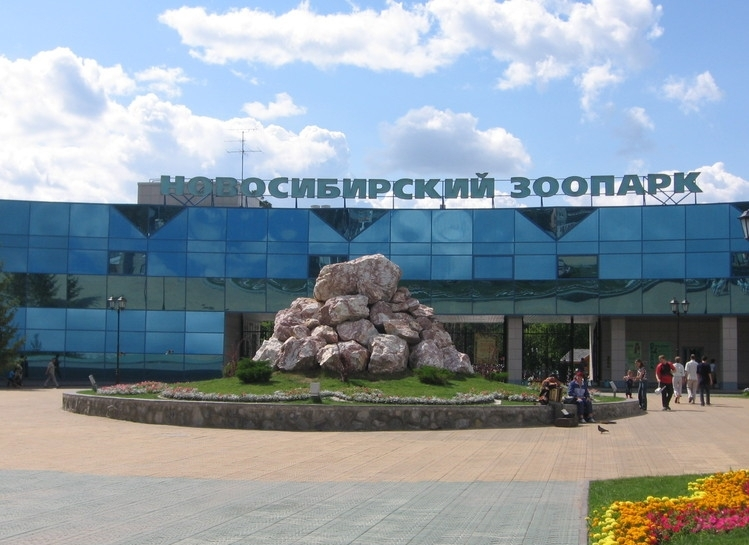
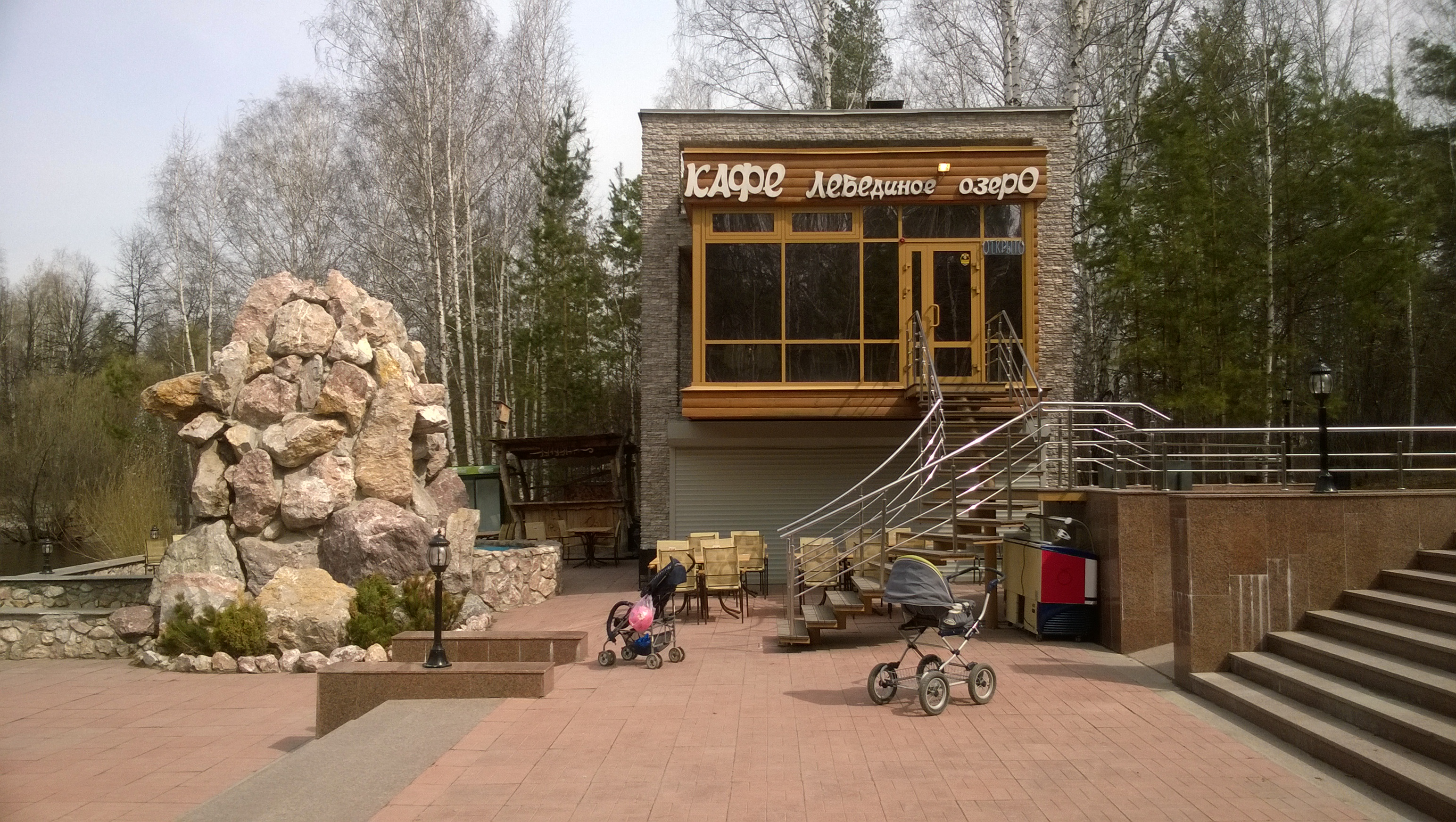
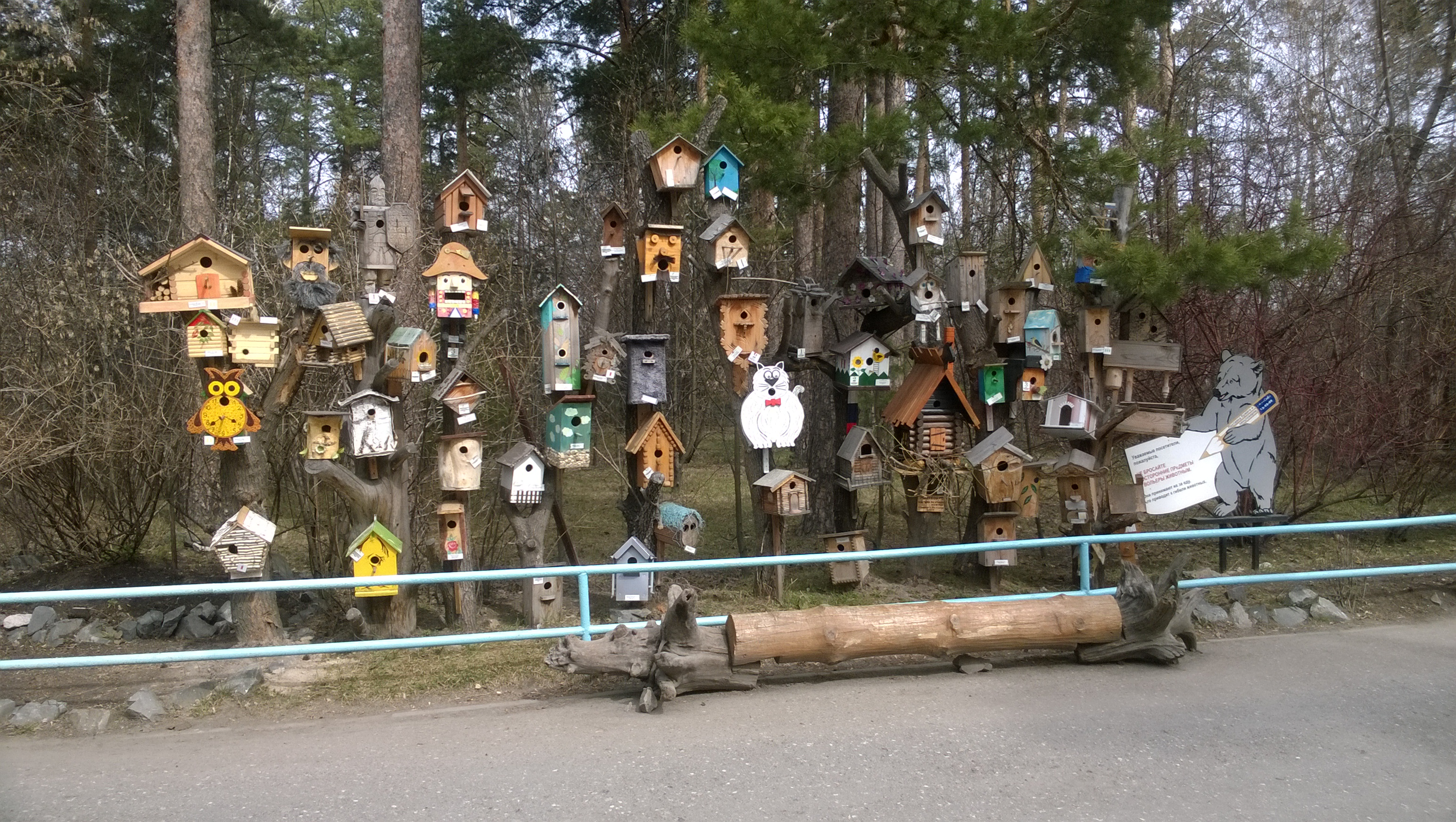
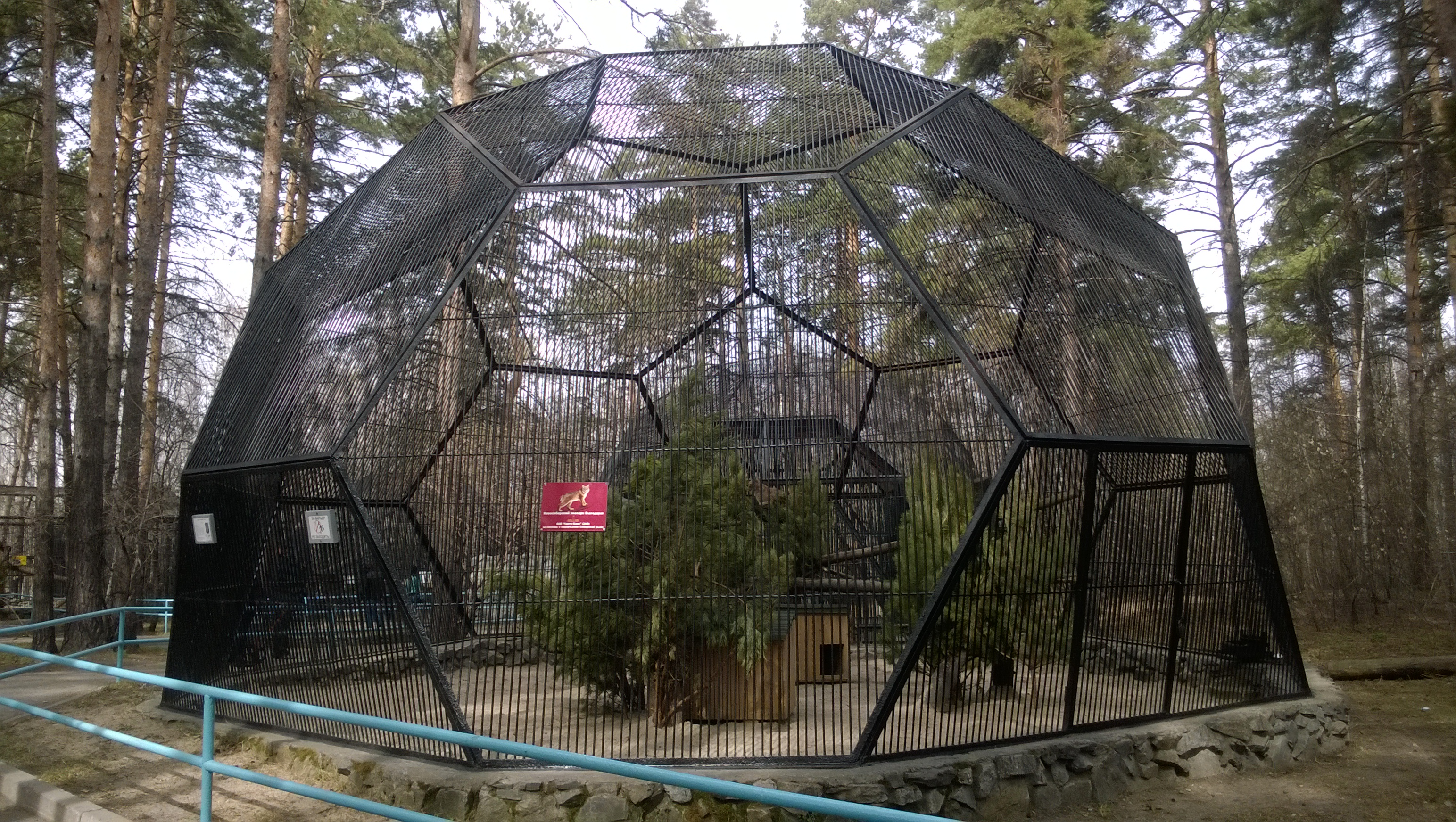
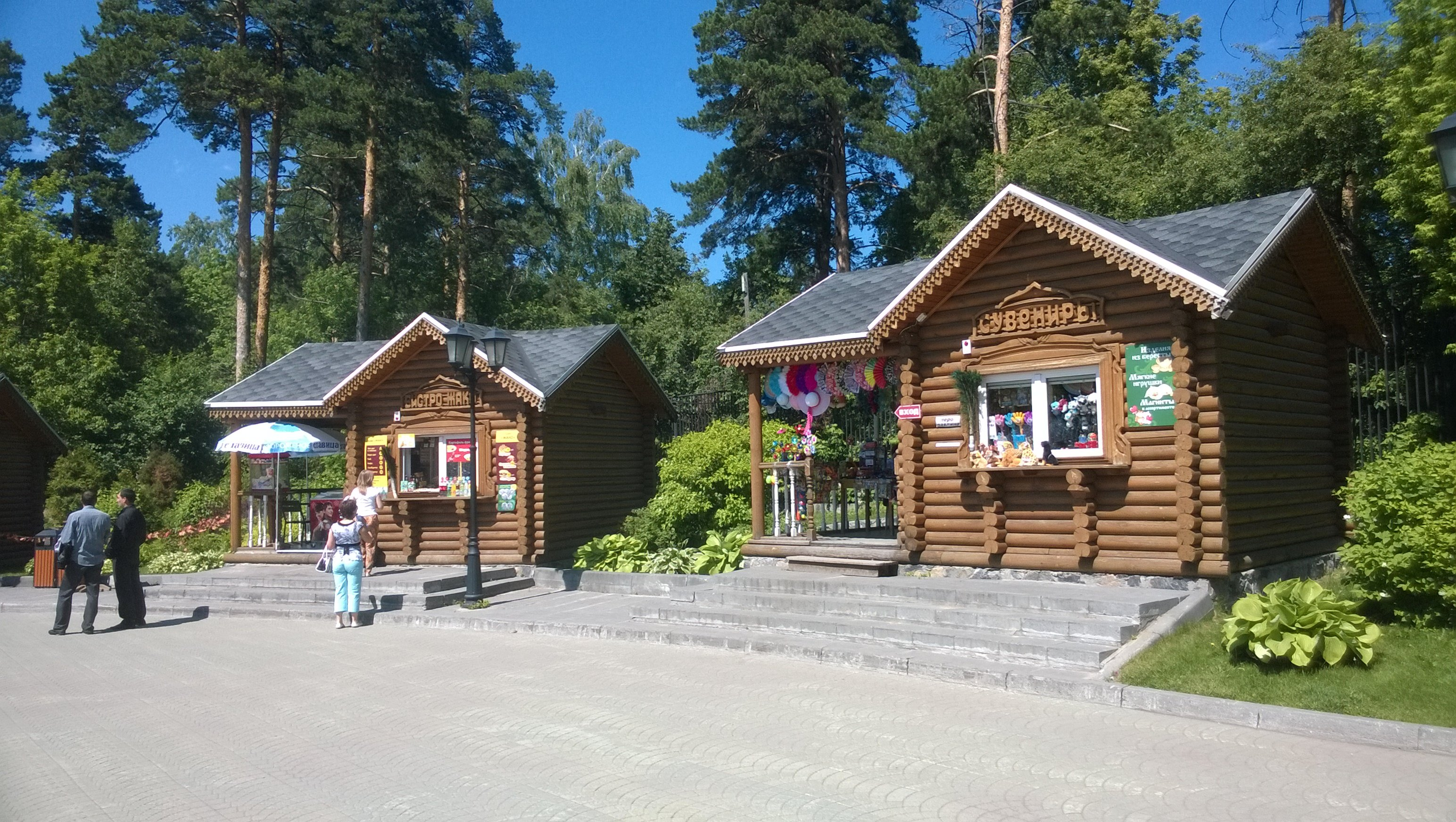
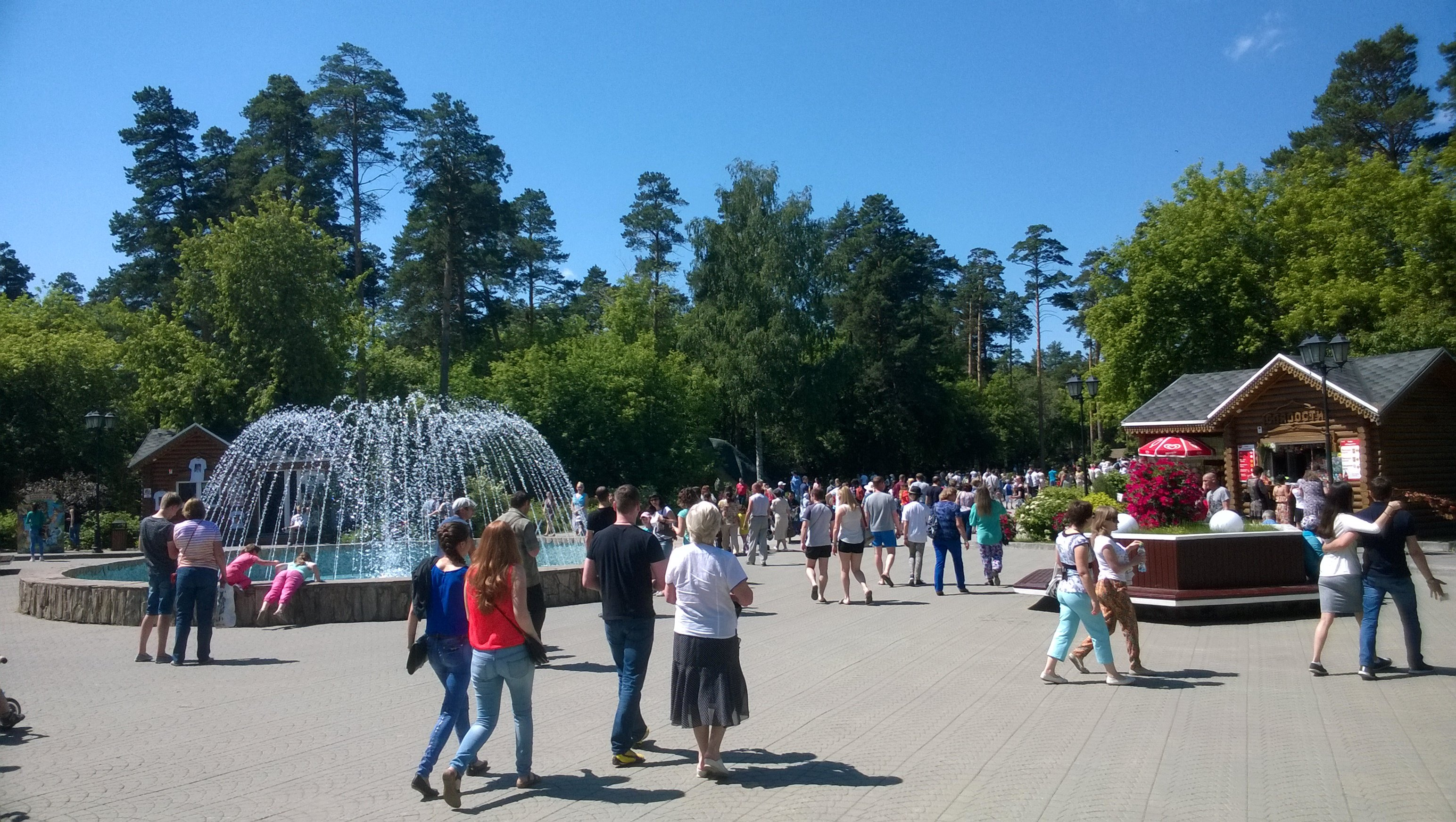